# Craig (Alaska)
Craig (Tlingit: Sháan Séet) ist ein Ort mit dem Status einer City in der Prince of Wales-Hyder Census Area in Alaska. Das U.S. Census Bureau ermittelte bei der Volkszählung 2020 eine Einwohnerzahl von 1036.

## Geographie
Craig befindet sich im Alaska Panhandle im Südosten Alaskas, an der Westküste von Prince of Wales Island am südlichen Ende der Bucht „Klawock Inlet“ (etwa 320 km südsüdöstlich von Juneau, der Hauptstadt Alaskas). In Craig gibt es einen staatlichen Landeplatz für Wasserflugzeuge. Der nächste Flugplatz befindet sich im 9 km nördlich gelegenen Klawock, erreichbar über den Craig-Klawock Highway. Vom 32 km östlich gelegenen Hollis gibt es außerdem eine Fährverbindung ans Festland.

## Geschichte
Im Jahr 1907 errichteten Craig Miller und 8 Haida-Männer eine Fischsalzerei auf „Fish Egg Island“, einer 2,65 km² großen Insel etwa 400 m von Craig entfernt. Eine dauerhafte Salzerei mit einem Kühlhaus wurde zwischen 1908 und 1911 gebaut. Dazu kamen 20–25 Häuser. Im Jahr 1912 wurde eine Konservenfabrik in Betrieb genommen. Weiterhin wurden eine Schule, ein Postamt und eine Sägemühle in Betrieb genommen. Während des Ersten Weltkriegs florierte die Fischverarbeitung in Craig. Nach Kriegsende wurde Craig Sitz der Inselverwaltung. Craig erhielt 1922 den Status einer „City zweiter Klasse“. Das Gemeindegebiet wurde dabei aus dem Tongass National Forest herausgelöst. Um das Jahr 1939 hatte Craig eine ganzjährige Bevölkerung von 505. Während des Zweiten Weltkriegs wanderten viele Bewohner von Craig nach Sitka und nach Seattle ab, wo es einen Boom in der Rüstungsindustrie gab. Bis 1950 sank die Einwohnerzahl auf 374. In den 1950er Jahren brannte die Libby Cannery ab. 1954 ging ein Sägewerk der Ketchikan Pulp Company in Betrieb. Seit 1973 ist Craig eine „City erster Klasse“. Fischverarbeitung und Holzindustrie sind heute noch wichtige Wirtschaftsfaktoren.

## Demografie
Zum Zeitpunkt der Volkszählung im Jahre 2020 (U.S. Census 2020) hatte Craig 1036 Einwohner auf einer Landfläche von 17,32 km². Von den Einwohnern waren 636 Weiße, 2 afrikanisch-amerikanischer, 214 amerikanisch-indianischer Abstammung sowie 14 Asiaten.
Beim Zensus im Jahr 2000 wurden 1397 Einwohner gezählt, 2010 waren es 1201. Die Bevölkerungsentwicklung war in den letzten Jahren rückläufig.